# Maurice Perrin (cyclisme)
Pour les articles homonymes, voir Maurice Perrin (homonymie) et Perrin.
Maurice Perrin est un coureur cycliste français, né le 26 octobre 1911 à Paris et mort le 2 janvier 1992 à Plaisir.

## Palmarès
- Jeux olympiques d'été
  -  Médaille d'or en cyclisme sur piste en tandem aux Jeux olympiques d'été de 1932 à Los Angeles avec Louis Chaillot

- Grande Finale de la Médaille 1930

- Grand Prix Cyclo-Sport de vitesse en 1930 et 1932
- Grand Prix de Copenhague amateurs en 1931

- Challenge national de vitesse (avec Chaillot et Ribeyre) (1935)[2]